# Warrior Nun
Warrior Nun ist eine US-amerikanische Fantasy-Serie, die am 2. Juli 2020 vom Video-on-Demand-Anbieter Netflix veröffentlicht wurde. Sie basiert auf dem Comic Warrior Nun Areala von Ben Dunn. Im August 2020 wurde eine zweite Staffel in Auftrag gegeben, Starttermin war der 10. November 2022. Nach der zweiten Staffel wurde die Serie abgesetzt. Im Juni 2023 gab Simon Barry bekannt, dass es neue Folgen geben soll.

## Handlung
Die nach einem Unfall tetraplegische und jüngst verstorbene Waise Ava wird zufällig wiedererweckt und zur Auserwählten einer geheimen kirchlichen Organisation.

## Episodenliste

### Staffel 1
| Nr. (ges.) | Nr. (St.) | Deutscher Titel   | Originaltitel        | Erstveröffentlichung USA | Deutschsprachige Erstveröffentlichung (D/A/CH) | Regie                | Drehbuch                       |
| ---------- | --------- | ----------------- | -------------------- | ------------------------ | ---------------------------------------------- | -------------------- | ------------------------------ |
| 1          | 1         | Psalm 46:5        | Psalms 46:5          | 2. Juli 2020             | 2. Juli 2020                                   | Jet Wilkinson        | Simon Barry                    |
| 2          | 2         | Sprüche 31:25     | Proverbs 31:25       | 2. Juli 2020             | 2. Juli 2020                                   | Jet Wilkinson        | Terri Hughes Burton            |
| 3          | 3         | Epheser 6:11      | Ephesians 6:11       | 2. Juli 2020             | 2. Juli 2020                                   | Agnieszka Smoczyńska | Amy Berg                       |
| 4          | 4         | Prediger 26:9-10  | Ecclesiasticus 26:11 | 2. Juli 2020             | 2. Juli 2020                                   | Agnieszka Smoczyńska | David Hayter                   |
| 5          | 5         | Matthias 7:13     | Matthew 7:13         | 2. Juli 2020             | 2. Juli 2020                                   | Sarah Walker         | Matt Bosack                    |
| 6          | 6         | Jesaja 30:20-21   | Isaiah 30:20-21      | 2. Juli 2020             | 2. Juli 2020                                   | Sarah Walker         | Amy Berg                       |
| 7          | 7         | Epheser 4:22-24   | Ephesians 4:22-24    | 2. Juli 2020             | 2. Juli 2020                                   | Mathias Herndl       | Sheila Wilson & Suzanne Keilly |
| 8          | 8         | Sprüche 14:1      | Proverbs 14:1        | 2. Juli 2020             | 2. Juli 2020                                   | Mathias Herndl       | David Hayter & Matt Bosack     |
| 9          | 9         | 2. Korinther 10:4 | 2 Corinthians 10:4   | 2. Juli 2020             | 2. Juli 2020                                   | Simon Barry          | Terri Hughes Burton            |
| 10         | 10        | Offenbarung 2:10  | Revelations 2:10     | 2. Juli 2020             | 2. Juli 2020                                   | Simon Barry          | Simon Barry                    |

### Staffel 2
| Nr. (ges.) | Nr. (St.) | Deutscher Titel    | Originaltitel        | Erstveröffentlichung USA | Deutschsprachige Erstveröffentlichung (D/A/CH) | Regie        | Drehbuch                     |
| ---------- | --------- | ------------------ | -------------------- | ------------------------ | ---------------------------------------------- | ------------ | ---------------------------- |
| 11         | 1         | Galater 6,4-5      | Galatians 6:4-5      | 10. Nov. 2022            | 10. Nov. 2022                                  | Sarah Walker | Simon Barry                  |
| 12         | 2         | Kolosser 3,9-10    | Colossians 3:9-10    | 10. Nov. 2022            | 10. Nov. 2022                                  | Sarah Walker | Amy Berg & Andréa Vasilo     |
| 13         | 3         | Lukas 8,17         | Luke 8:17            | 10. Nov. 2022            | 10. Nov. 2022                                  | Kasia Adamik | Brenden Gallagher            |
| 14         | 4         | Korinther 10,20-21 | Corinthians 10:20-21 | 10. Nov. 2022            | 10. Nov. 2022                                  | Kasia Adamik | Suzanne Keilly               |
| 15         | 5         | Markus 10,45       | Mark 10:45           | 10. Nov. 2022            | 10. Nov. 2022                                  | Denis Rovira | Sheila Wilson                |
| 16         | 6         | Jesaja 40,31       | Isaiah 40:31         | 10. Nov. 2022            | 10. Nov. 2022                                  | Denis Rovira | David Hayter                 |
| 17         | 7         | Psalm 116,15       | Psalms 116:15        | 10. Nov. 2022            | 10. Nov. 2022                                  | Simon Barry  | David Hayter & Sheila Wilson |
| 18         | 8         | Jeremia 29,13      | Jeremiah 29:13       | 10. Nov. 2022            | 10. Nov. 2022                                  | Simon Barry  | Simon Barry                  |

## Produktion
Am 28. September 2018 hat Netflix bekannt gegeben, dass die Produktion einer ersten Staffel mit zehn Folgen in Auftrag gegeben wurde. Simon Barry wurde neben Stephen Hegyes auch als ausführender Produzent genannt, Terri Hughes Burton ist Co-ausführender Produzent. Die Produktionsfirmen, die an der Serie beteiligt sind, sind Barry’s Reality Distortion Field und Fresco Film Services.
Netflix hat auf seinem Online-Portal angekündigt, dass eine 2. Staffel produziert werden wird, deren Start am 10. November 2022 erfolgte.